# Yangi Qala
Yangi Qala ou Yange Qala é um distrito da província de Takhar, no Afeganistão.